# Католическая церковь Христа Царя
Католическая церковь Христа Царя (англ. Catholic Church of Christ the King)  — это здание католической церкви, внесенное в список наследия Нового Южного Уэльса, расположенное на улице Макартур, Таралга, Верхний Лахлан Шир, Новый Южный Уэльс, Австралия. Церковь была спроектирована Сиднеем Смитом и его компанией  Sydney Smith Ogg &Serpell и построена в 1934 году Р. М. Боукоком. Она также известна как Церковь Христа Царя. Имущество принадлежит Архиепископии Канберры-Гоулберн. 30 апреля 2004 г. церковь была внесена в Реестр государственного наследия Нового Южного Уэльса.

## История
Церковь Христа Царя была спроектирована Сиднеем Смитом из Ogg & Serpell, 17 января 1933 года.
Архитектурные чертежи были выполнены Клементом Гланси, Блай-стрит, Сидней.
Церковь была построена Р. М. Боукоком, Эшфилд, Сидней, в 1934 году. После окончания работ по строительству церкви, работы по внутреннему убранству церкви были закончены за шесть месяцев.